# Karolina Sobańska
Karolina Rozalia Tekla Sobańska z domu Rzewuska (ur. 25 grudnia 1795 w Pohrebyszczu, zm. 21 lipca 1885 w Paryżu) – polska hrabina, agentka rosyjskiej policji carskiej, kochanka Aleksandra Puszkina i Adama Mickiewicza, szwagierka Honoré de Balzaca.

## Życiorys
Karolina Rzewuska urodziła się magnackiej polskiej rodzinie Rzewuskich, którzy żyli pod zaborem rosyjskim. Była córką Adama Wawrzyńca Rzewuskiego, byłego polskiego posła, a następnie rosyjskiego senatora, a jej rodzeństwem byli Ewelina Hańska, Adam, generał rosyjski i Henryk, powieściopisarz, autor Pamiątek Soplicy. Była bratanicą jednego z przywódców konfederackiej targowickiej Seweryna Rzewuskiego. Rodzina Rzewuskich posiadała tytuł hrabiowski w Imperium Rosyjskim.
Po zakończeniu edukacji w Wiedniu Karolina wyszła za mąż za starszego od niej Hieronima Sobańskiego, ziemianina prowadzącego interesy w Odessie, choć spędzającego dużo czasu poza miastem. W 1818 poznała generała Iwana Osipowicza de Witte vel. Jana de Witte, wsławionego później okrucieństwem i bezwzględnością wobec powstańców listopadowych, który został jej kochankiem.

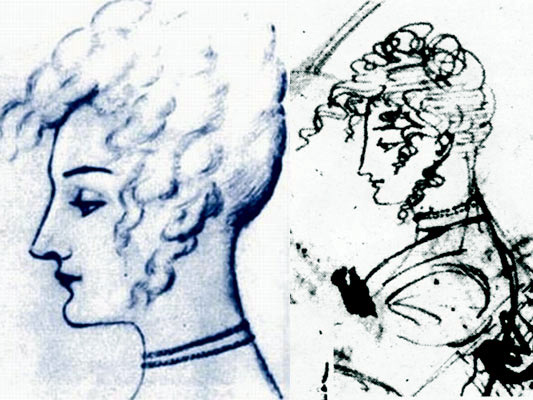
Portret Sobańskiej autorstwa Puszkina

Uczestniczyła w życiu towarzyskim miasta, a w 1823 w towarzyskim kręgu znalazł się zesłany tu Aleksander Puszkin. Puszkinowi udało się rozkochać w sobie Sobańską, ale także żonę hrabiego Michaiła Woroncowa, gubernatora Odessy, za co Puszkin został wkrótce wydalony z miasta.
Następnym znanym zesłańcem, który znalazł się w otoczeniu Witta i Sobańskiej był Adam Mickiewicz. Prawdopodobnie z inspiracji Witta, który zlecił Sobańskiej inwigilacje poety, doszło do romansu Mickiewicza z Karoliną, choć wbrew oczekiwaniom generała znajomość przerodziła się w przyjaźń. Sobańska znana była jako zdrajczyni, lecz przyjmowana była na odeskich salonach z rezerwą i strachem, albowiem jeden jej raport mógł zadecydować o karierze. Do niektórych domów jednak wstępu nie miała, jak na przykład do odeskiej rezydencji Olgi Potockiej. Pomiędzy 19 sierpnia a 27 października 1825 Mickiewicz i Sobańscy uczestniczyli w wyprawie gen. Witta na Krym, który to stał się inspiracją do Sonetów krymskich, zadedykowanych „towarzyszom podróży krymskiej”, a opublikowanych w 1826 wraz z miłosnymi Sonetami odeskimi adresowanymi do D. D., za którymi to inicjałami kryła się najprawdopodobniej Karolina.
Po powrocie Woroncew załatwił Mickiewiczowi przeniesienie do Moskwy, lecz jego wyjazd zbiegł się ze śmiercią cara Aleksandra I i powstaniem dekabrystów. W 1829 Mickiewicz prawdopodobnie dzięki niej opuścił Rosję i udał się do Niemiec na pokładzie angielskiego parowca. W tym czasie Sobańska miała swój udział w dekonspiracji spisku dekabrystów.
Po wybuchu powstania listopadowego w Polsce generał Witt mianowany został wojennym gubernatorem Warszawy, a wraz z nim jesienią 1831 do Warszawy przybyła właśnie owdowiała Karolina Sobańska. Chcąc zdobyć zaufanie Polaków, Witt posłużył się Sobańską w roli „anioła opatrzności”, jakoby za jej wstawiennictwem wypuszczając przesłuchiwanych na wolność. Następnie wysłał ją do Drezna z zadaniem przeniknięcia do kierownictwa polskich działaczy niepodległościowych w Saksonii. Udało jej się zdobyć zaufanie emigrantów i przekazywać cenne informacje do Moskwy.
Pomimo tych zasług car Mikołaj I nie dowierzał lojalności Rzewuskiej, co przekazał listownie Wittowi. W 1836 Witt pozbył się swojej kochanki, ta zaś z rozpaczy wyszła za mąż za Stefana Cerkovicia, Serba, byłego współpracownika Witta i oficera armii rosyjskiej, który zasłynął z okrucieństwa w czasie tłumienia powstania listopadowego w Warszawie. Niedługo potem Cerkovic zmarł, a Karolina przeniosła się do Paryża i wyszła za mąż za tłumacza dzieł Szekspira na francuski Jules’a Lacroix.
W 1850 do Paryża przybyła siostra Karoliny, Ewelina (jako żona Honoré de Balzaca, ślub wzięli w Berdyczowie, 14 marca 1850, pięć miesięcy przed jego śmiercią). Po śmierci pisarza Ewelina została z długami męża, które to dzięki Karolinie udało się jej w końcu spłacić. Po śmierci Balzaca Karolina zrezygnowała z intryg politycznych.
Władysław, syn Adama Mickiewicza, spalił wszystkie jego listy do Sobańskiej, nieznane są szczegóły ich wieloletniej znajomości.